# New Denver
New Denver är en ort i Kanada.   Den ligger i provinsen British Columbia, i den södra delen av landet, 3 100 km väster om huvudstaden Ottawa. New Denver ligger 552 meter över havet och antalet invånare är 504. Den ligger vid sjön Slocan Lake.
Terrängen runt New Denver är bergig norrut, men söderut är den kuperad. New Denver ligger nere i en dal. Runt New Denver är det glesbefolkat, med 18 invånare per kvadratkilometer.. New Denver är det största samhället i trakten.